# Isopterygium acutifolium
Isopterygium acutifolium är en bladmossart som beskrevs av Robert Root Ireland 1990. Isopterygium acutifolium ingår i släktet Isopterygium och familjen Hypnaceae. Inga underarter finns listade i Catalogue of Life.